# Pseudocurimata lineopunctata
El nayón (Pseudocurimata lineopunctata) es una especie de peces de la familia Curimatidae en el orden de los Characiformes.

## Morfología
Los machos pueden llegar alcanzar los 11,4 cm de longitud total.

## Hábitat
Vive en zonas de clima tropical entre 23 °C - 27 °C de temperatura.

## Distribución geográfica
Se encuentran en Sudamérica: ríos San Juan, Dagua y Atrato, en Colombia y en los ríos del noreste de Esmeraldas (Ecuador).